# Biadoliny Szlacheckie (gromada)
Biadoliny Szlacheckie (do 30 XII 1961 Biadoliny Radłowskie) – dawna gromada, czyli najmniejsza jednostka podziału terytorialnego Polskiej Rzeczypospolitej Ludowej w latach 1954–1972.
Gromady, z gromadzkimi radami narodowymi (GRN) jako organami władzy najniższego stopnia na wsi, funkcjonowały od reformy reorganizującej administrację wiejską przeprowadzonej jesienią 1954 do momentu ich zniesienia z dniem 1 stycznia 1973, tym samym wypierając organizację gminną w latach 1954–1972.
Gromadę Biadoliny Szlacheckie z siedzibą GRN w Biadolinach Szlacheckich utworzono 31 grudnia 1961 roku w powiecie brzeskim w woj. krakowskim w związku z przeniesieniem siedziby GRN gromady Biadoliny Radłowskie z Biadolin Radłowskich do Biadolin Szlacheckich i przemianowaniem jednostki na gromada Biadoliny Szlacheckie; równocześnie do gromady Biadoliny Szlacheckie przyłączono obszar zniesionej gromady Bielcza.
W kwietniu 1969 dla gromady ustalono 15 członków gromadzkiej rady narodowej. 1 stycznia 1970 gromada składała się ze wsi: Biadoliny Radłowskie, Biadoliny Szlacheckie i Bielcza.
30 czerwca 1962 z gromady Biadoliny Szlacheckie wyłączono przysiółki Waryś i Granice włączając je do gromady Borzęcin.
Gromada przetrwała do końca 1972 roku, czyli do kolejnej reformy gminnej.